# 下夸克
（down quark，中国大陆又称“下夸克”）是一種基本粒子。在所有的夸克中，下夸克是質量第二小的夸克，只比上夸克的質量大。組成原子核的中子與質子都是由下夸克與上夸克共同形成。下夸克屬於第一代粒子，電荷為−1/3e，裸質量為4.8+0.5
−0.3 MeV/c2。和所有夸克一樣，下夸克是一種費米子，自旋為1/2，且可以感受到所有四種基礎作用：引力相互作用、電磁相互作用、強相互作用與弱相互作用。下夸克的反粒子是反下夸克。下夸克帶有負電荷，反下夸克帶有正電荷。
1964年，默里·盖尔曼與喬治·茨威格假設下夸克的存在，這是使用八重道來對於強子分類所得到的後果預測。後來，物理學者在斯坦福直線加速器中心所做的實驗觀測證實了下夸克的存在。

## 歷史

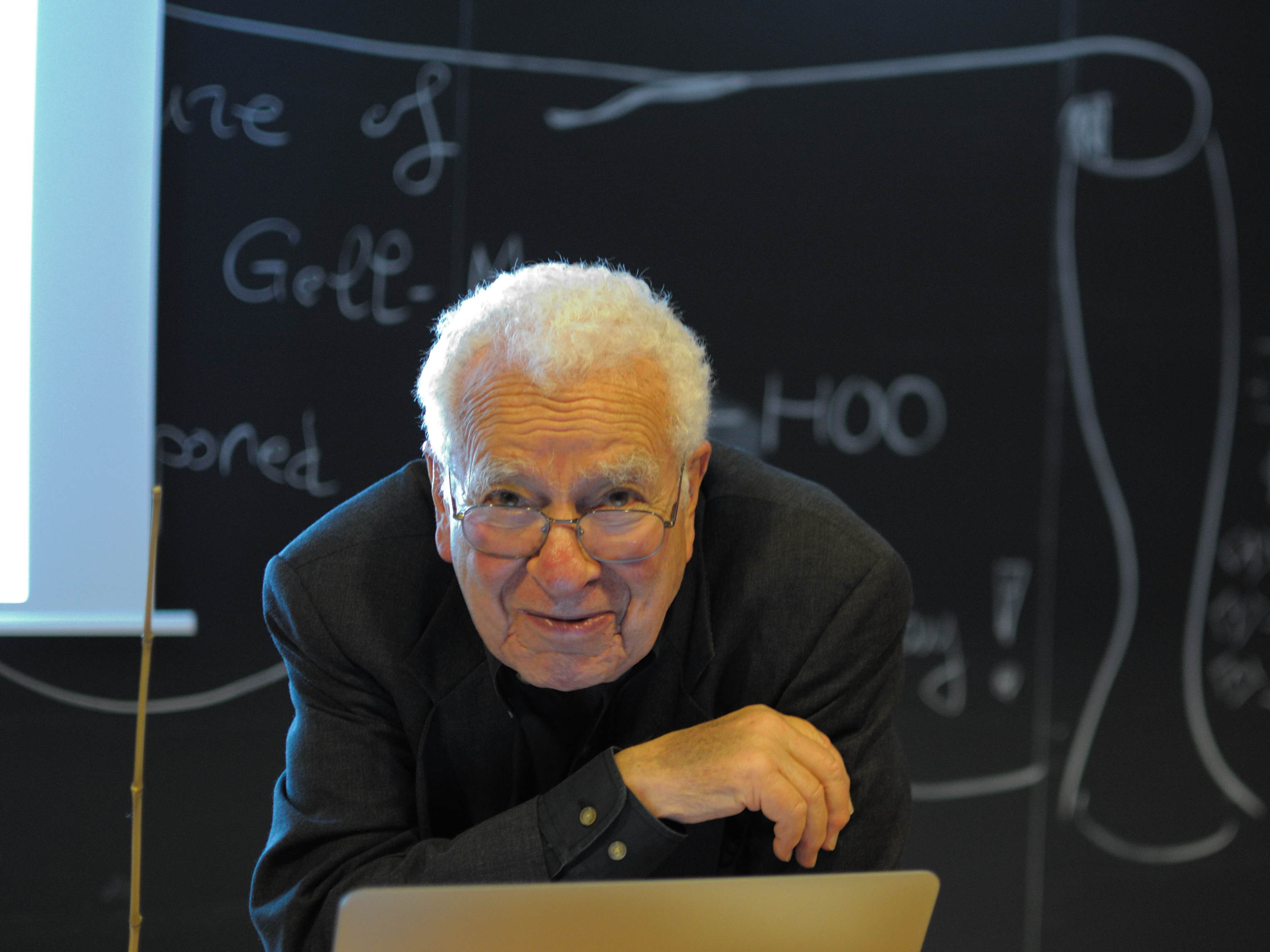
默里·盖尔曼

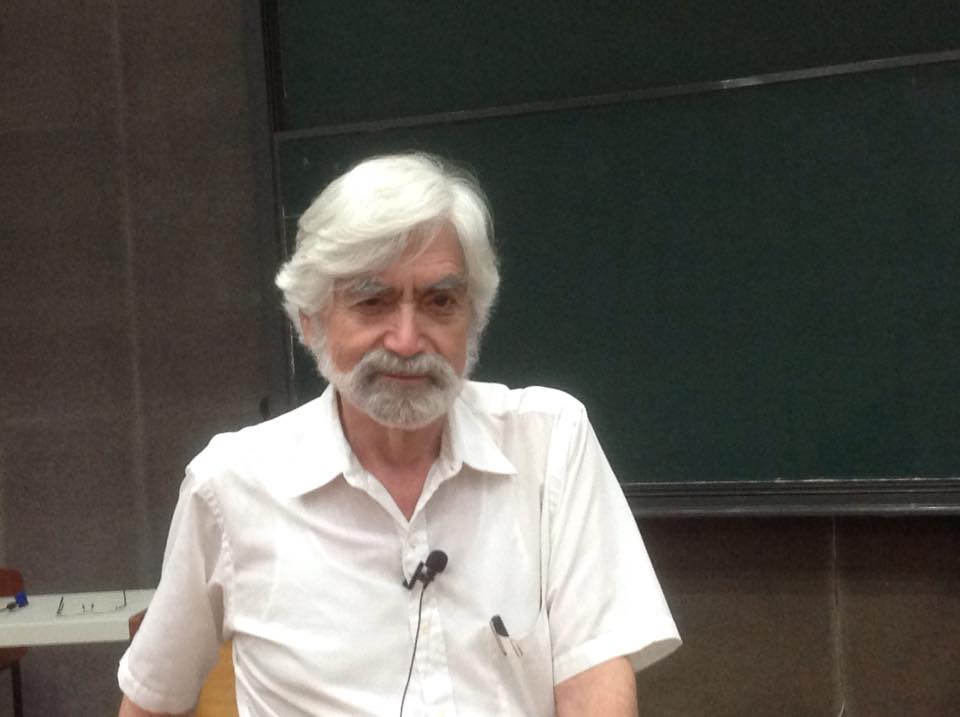
喬治·茨威格

在粒子物理學初期（二十世紀前半期），質子、中子、π介子等等強子類粒子都被認為是基本粒子。然而隨著更多強子被發現，粒子園從1930年代早期與1940年代的幾個粒子增加到1950年代的幾十個粒子。物理學者起初並不清楚它們彼此之間的關係，直到1961年，由於默里·盖尔曼與尤瓦爾·內埃曼各自獨立地提出一種強子分類方案，稱為「八重道」，利用SU(3)味對稱性，這問題才獲得解決。
八重道將強子組織為不同的同位旋多重態，然而，物理學者仍不清楚這分類方案背後的物理原理。1964年，盖尔曼與喬治·茨威格各自獨立的提出夸克模型，在那時只涉及到上夸克、下夸克與奇夸克。儘管夸克模型能夠合理地解釋八重道，但在那時並沒有任何實驗證據。1968年，物理學者在斯坦福直線加速器中心所做的實驗觀測，終於證實了下夸克的存在。深度非弹性碰撞實驗揭示了質子具有次結構：它是由三個更基礎的粒子組成，因此證實了夸克模型。
剛開始，人們並不情願把這三個基礎粒子辨識為夸克，而是青睞理查·費曼的部分子模型。隨著時間演進，夸克模型漸漸被廣泛接受（更多細節，請參閱條目J/ψ介子）。

## 質量
雖然下夸克很常見，但下夸克的裸質量尚未被準確測定，應該是在4.5與5.3MeV/c2之間。格点QCD方法所預測的數值更為精確：4.79±0.16 MeV/c2。
在介子（由一個夸克與一個反夸克組成的粒子）或重子（由三個夸克組成的粒子）裡，夸克的有效質量會變得比較大，這都歸因於夸克與夸克之間的膠子場所產生的結合能。例如，在質子裡，下夸克的有效質量約為330 MeV/c2。由於下夸克的裸質量很小，它不能直接地被計算出來，因為必須將相對論效應納入考量。膠子場所媒介的強作用力之作用下，夸克的移動速度約為光速的99.995%，相應的洛伦兹因子約為100，所以，所有夸克的靜質量總和僅為質子或中子質量的1%。

## 參閱
- 上夸克
- 同位旋
- 夸克模型

## 進階閱讀
- A. Ali, G. Kramer; Kramer. . European Physical Journal H. 2011, 36 (2): 245. Bibcode:2011EPJH...36..245A. arXiv:1012.2288 . doi:10.1140/epjh/e2011-10047-1.
- R. Nave. . HyperPhysics. Georgia State University, Department of Physics and Astronomy.   [2008-06-29]. （原始内容存档于2015-09-05）.
- A. Pickering. . University of Chicago Press. 1984: 114–125. ISBN 0-226-66799-5.